# Daniela Storch
Daniela Storch (* 20. Jahrhundert) ist eine Zoologin und Klimawissenschaftlerin. Sie forscht am Alfred-Wegener-Institut.

## Leben
Storch belegte ein Diplomstudium der Zoologie an der Christian-Albrechts-Universität zu Kiel und promovierte in den Jahren 1999 bis 2003 im Bereich der integrativen Ökophysiologie am Alfred-Wegener-Institut.

## Wirken
Storch konnte in ihrer Arbeit die schwerwiegenden negativen Auswirkungen des Klimawandels auf Fischarten wie Kabeljau und Polardorsch bei Nichteinhaltung des 1,5-Grad-Ziels nachweisen. Auch befasst sie sich mit der Verschiebung der Verbreitungsgrenzen von Arten durch den Klimawandel.
Zu den Forschungsinteressen Storchs gehören die integrative Ökophysiologie von Meerestieren und ihre frühen Phasen der Geschichte des Lebens und die Temperaturempfindlichkeit und Anpassung von Larven und deren Ausformung von Biodiversitätsmustern, wobei sie physiologische, ökologische und ozeanografische Daten kombiniert.
Storch hat Beiträge in führenden internationalen Zeitschriften ihres Fachgebiets veröffentlicht und gilt als weltweit gefragte Expertin für die Auswirkungen des Klimawandels auf Meeresbewohner auch in Medien und der populärwissenschaftlichen Literatur. Anerkennung fand sie zudem als eine der Verfasserinnen des Kapitels 6 über Ozeansysteme des Fünften Sachstandsberichts des IPCC.

## Veröffentlichungen (Auswahl)
- Daniela Storch, Pedro Santelices, Jessica Barria, Karla Cabeza, Hans-Otto Pörtner und Miriam Fernández: Thermal tolerance of crustacean larvae (zoea I) in two different populations of the kelp crab Taliepus dentatus (Milne-Edwards). In: Journal of Experimental Biology. Band 212, Nr. 9, 2009, S. 1371–1376, doi:10.1242/jeb.030205
- Daniela Storch, Lena Menzel, Stephan Frickenhaus und Hans-Otto Pörtner: Climate sensitivity across marine domains of life: limits to evolutionary adaptation shape species interactions. In: Global Change Biology. Band 20, Nr. 10, 2014, S. 3059–3067, doi:10.1111/gcb.12645
- Flemming T. Dahlke, Martin Butzin, Jasmine Nahrgang, Velmurugu Puvanendran, Atle Mortensen, Hans-Otto Pörtner und Daniela Storch: Northern cod species face spawning habitat losses if global warming exceeds 1.5°C. In: Science Advances. Band 4, Nr. 11, 2018, doi:10.1126/sciadv.aas8821